# Faculdade de Direito de Itu

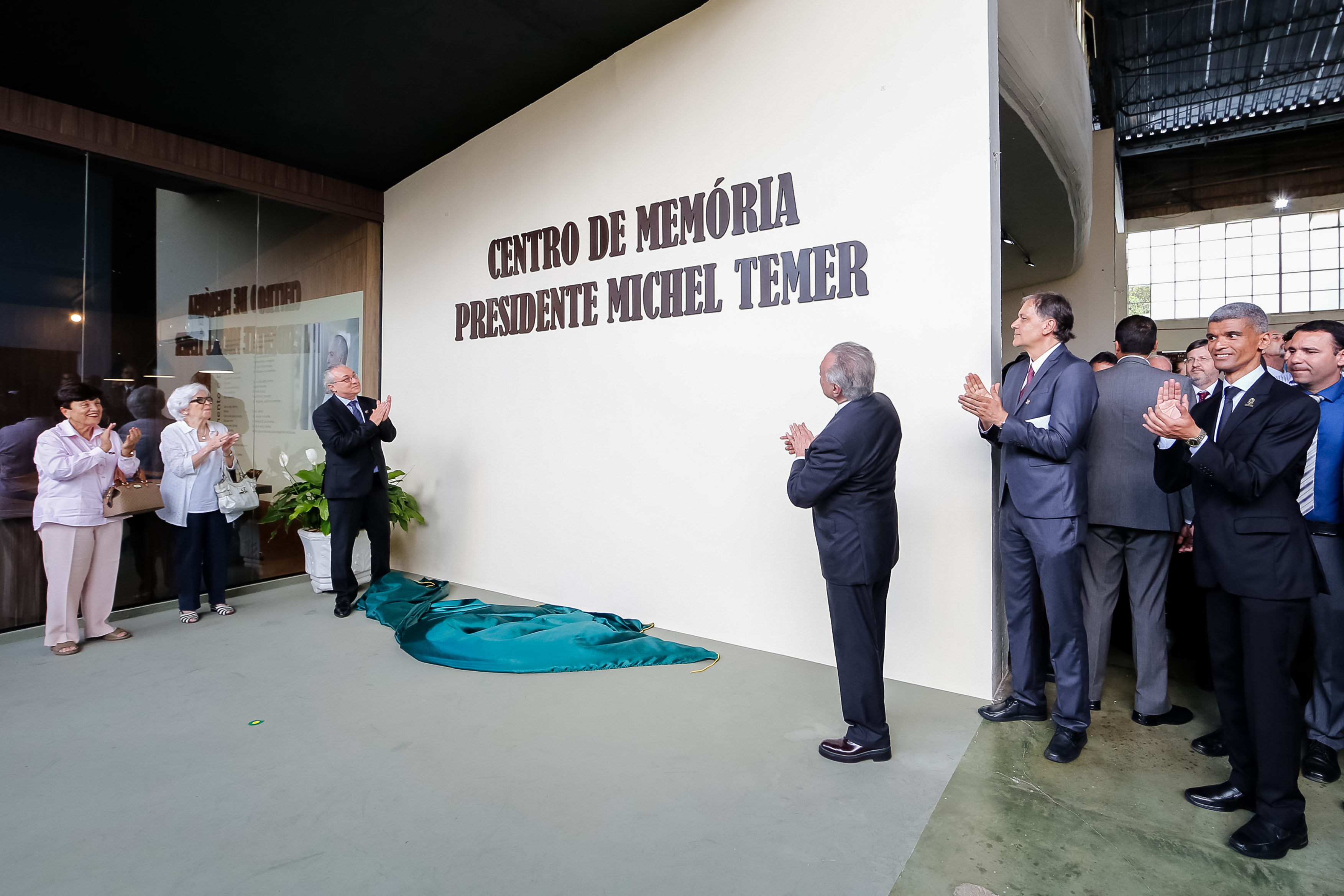
Em 2018 foi criado o Centro de Memória Presidente Michel Temer, na área da faculdade.

A Faculdade de Direito de Itu (FADITU) é uma instituição de ensino superior localizada na cidade de Itu, no interior de São Paulo. Segundo a OAB, a FADITU está entre as melhores faculdades de Direito do Brasil, mantendo índices isolados no ranking da OAB, em 2016 teve aprovação de 25,94%. Fundada em 11 de agosto de 1969 sob a liderança do Padre André Pieroni Sobrinho e com o apoio de diversas entidades.
Na Faculdade de Direito de Itu, onde permaneceu por muitos anos, o ex-Presidente da República do Brasil Michel Temer deu início a sua carreira de professor de Direito Constitucional, ainda em 1969.

## Professores Eméritos
- Michel Temer, Professor de Direito Constitucional - Ex-deputado federal, ex-Vice-Presidente do Brasil, ex-Presidente da República do Brasil;
- Renato Ribeiro, Professor de Direito Romano entre 1969 e 1977 - Jurista, ex-sócio de Miguel Reale;
- Paulo de Barros Carvalho, Professor de Direito Tributário entre 1976 e 1982 - Jurista, um dos principais tributaristas do Brasil;
- Newton de Lucca, Professor de Direito Comercial - Um dos principais juristas de Direito Comercial do Brasil, Desembargador, Ex-presidente do Tribunal Regional Federal da 3ª Região;
- Nelson Nery Junior, Professor de Direito Processual Civil - Um dos principais juristas brasileiros, ex-Promotor de justiça de São Paulo;
- Luiz Alberto David Araújo, Professor de Direito Constitucional entre 1977 e 1980 - Doutor em Direito Constitucional pela Pontifícia Universidade Católica de São Paulo, Procurador Regional da República aposentado;
- José Afonso da Silva, Professor de Direito Constitucional - Um dos principais constitucionalistas do Brasil, Procurador do Estado de São Paulo aposentado, ex-Secretário da Segurança Pública do Estado de São Paulo;
- Georgette Nacarato Nazo, Professora de Direito Internacional e Relações Internacionais - Autora de Projetos de Leis em benefício da mulher, menor e estrangeiros. Co-Autora da Emenda Constitucional que introduziu o divórcio no Brasil em 1977. Autora da TEC de 2009 para modificação do Capitulo VII da CF/88 possibilitando o casamento transexual;
- Antônio Carlos Marcato, Professor entre 1976 e 1978 - Foi membro do Ministério Público do Estado de São Paulo e Juiz do Segundo Tribunal de Alçada Civil; aposentou-se como Desembargador do Tribunal de Justiça do Estado de São Paulo;
- Gofredo da Silva Teles Júnior (1915-2009), Professor de Direito Constitucional - Jurista, principal redator da Carta aos Brasileiros.
- Maria Helena Diniz, Professora de Direito Civil - Uma das principais doutrinadoras de Direito Civil no Brasil.[3]